# Museu de Trøndelag
Museu Trøndelag, ou Sverresborgé um grande museu histórico-cultural em Sverresborg, Trondheim, Noruega. É um Museu ao Ar Livre que tem um departamento rural e um departamento urbano, “Old Town”, com prédios do centro de Trondheim. O edifício público foi inaugurado em [1999], e em 2000, a exposição básica "Life Pictures" foi aberta. O museu também tem uma grande coleção de material de arquivo e fotografias. Os mais de 60 edifícios que foram reconstruídos na área do museu vêm de diferentes épocas e diferentes partes de Trøndelag. O edifício mais antigo é o Haltdalen stavkirke (Igreja) em Haltdalen, que foi construída na década de 1170. A maioria dos edifícios é dos anos 1700 e 1800. É tanto quintal de fazenda como uma tenda de madeira. 
O Trøndelag Folkemuseum foi fundado oficialmente em 1913, mas o trabalho de construção os prédios antigos já durava quatro anos. Em 1914 o museu foi estabelecido em Sverresborg, mais especificamente a área ao redor das ruínas do Sion (castelo norueguês) do Rei Sverre em Trondheim. A área do museu usada hoje é de aprox. 150 acres, com a possibilidade de expansão para mais 150 acres.
O museu também é responsável pela administração dos museus Meldal Bygdemuseum (Okla – Indústria),Museu Marítimo Trondhjems e Museu Norueguês dos Surdos. O museu faz parte do grupo de Museus Sør-Trøndelag AS (MiST).
O museu é simbólico do milênio de Trøndelag. Em 2015, a Arena Sverresborg, dentro da área do museu, foi utilizada como local de concertos, com uma capacidade de audiência de dez mil pessoas.

## Nattmannshuset
Nattmannshuset, a casa do Nightman é um edifício residencial da primeira metade do século 18 e estava originalmente localizado em Sandgata 52 em Trondheim. No século XVIII, a casa serviu de residência municipal para o noturno da cidade. 
O homem da noite era o trabalhador da renovação do dia e executava tarefas essenciais que ninguém mais realizaria. Sua principal tarefa era esvaziar os banheiros da cidade. Este trabalho foi visto como impuro e sem honra, e o homem da noite e sua família foram, portanto, estigmatizados e excluídos da sociedade. Durante os anos 1700, um total de 13 famílias de nightman viviam nesta casa. A situação dos nightmen melhorou ao longo do século XIX. A Nightman’s House foi desmontada em 1967 e reconstruída em Sverresborg em 2014.
- Igreja Haltdalen stave
- Igreja Lo
- Meldalstunet Litjbuan
- «Bytorget» rua do Museu ao ar livre